# Palaeodrassus
Genre
Palaeodrassus est un genre fossile d'araignées aranéomorphes de la famille des Gnaphosidae.

## Distribution
Les espèces de ce genre ont été découvertes dans la formation Florissant au Colorado aux États-Unis. Elles datent du Paléogène.

## Liste des espèces
Selon The World Spider Catalog 17.0 :
- †Palaeodrassus cockerelli Petrunkevitch, 1922
- †Palaeodrassus florissanti Petrunkevitch, 1922
- †Palaeodrassus hesternus (Scudder, 1890)
- †Palaeodrassus ingenuus (Scudder, 1890)
- †Palaeodrassus interitus (Scudder, 1890)

## Publication originale
- Petrunkevitch, 1922 : Tertiary spiders and opilionids of North America. Transactions of the Connecticut Academy of Arts and Sciences, vol. 25, p. 211–279.